# Yazd
Yazd (in persiano یزد‎) è il capoluogo dell'omonima provincia iraniana. In seguito al suo adattamento secolare al deserto circostante, Yazd presenta un'architettura unica. È nota in Iran per l'artigianato di prima qualità, che produce soprattutto tessuti di seta e prodotti dolciari. È uno dei principali centri dello zoroastrismo.

## Geografia fisica

### Territorio
Yazd è situata in un'oasi fra i deserti del Dasht-e Kavir e del Dasht-e Lut. La città è chiamata talvolta "la sposa del Kavir" per la sua posizione, in una valle fra lo Shir Kuh, la montagna più alta della provincia (4075 m s.l.m.) e il Kharaneq. La città sorge a 1.216 m s.l.m.

### Clima
Yazd è la più secca fra le principali città iraniane, con una media annuale delle precipitazioni di 60 mm ed è anche la più calda fra le città a nord del Golfo Persico, con temperature estive che superano frequentemente e abbondantemente i 40 °C senza umidità. Anche di notte le temperature estive sono torride. In inverno le giornate sono miti e assolate, ma al mattino le temperature possono essere di parecchi gradi sotto lo 0 °C.

## Storia
La città vanta tremila anni di storia e risale al tempo dell'impero medo, quando era nota come Ysatis (o Issatis). L'attuale nome della città potrebbe derivare da Yazdgard I, un re sasanide. La città era già un centro zoroastriano in epoca sasanide. Dopo la conquista islamica della Persia, molti zoroastriani delle province circostanti trovarono rifugio a Yazd. La città rimase zoroastriana per secoli e l'islam divenne la principale religione della città solo gradualmente.
A causa della remota posizione nel deserto e della difficoltà di raggiungerla, Yazd si è conservata pressoché intatta dalle distruzioni delle guerre. Ad esempio, è stata un rifugio per i fuggiaschi da altre città dell'impero persiano durante l'invasione di Gengis Khan. Nel 1272 fu visitata da Marco Polo, che diede conto della raffinata tessitura della seta.
(Marco Polo, Il Milione, cap. 34. Traduzione italiana di Maria Bellonci)
Per breve tempo divenne capitale sotto la dinastia muzaffaride nel XIV secolo e fu assediata senza successo fra il 1350 e il 1351 dagli Ingiuidi comandati dallo sceicco Abu Ishaq. La Moschea del Venerdì, il più importante monumento architettonico della città, e altri importanti edifici risalgono a questo periodo. Durante la dinastia Qajar, nel XVIII secolo, fu governata da khan bakhtiari.
Durante il periodo di Pahlavi I, un folto gruppo di curdi della tribù Gulbaghi si trasferì dal nord della provincia del Kurdistan alla città di Yazd e alle città di Isfahan, Kashan e Nayin, e oggi i curdi sono elementi più assimilati nella popolazione di queste città.

## Monumenti e luoghi di interesse

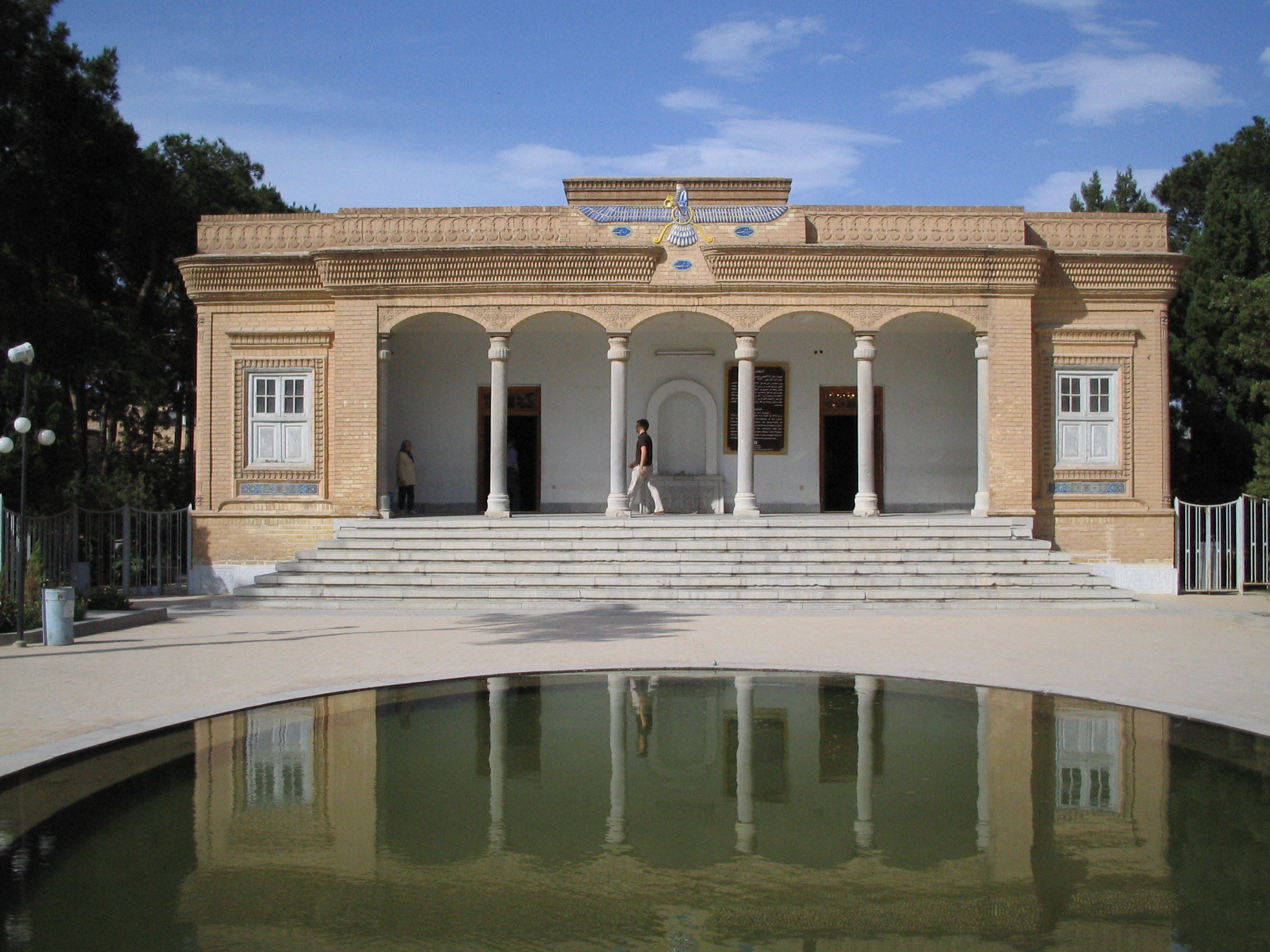
Il tempio del Fuoco di Yazd
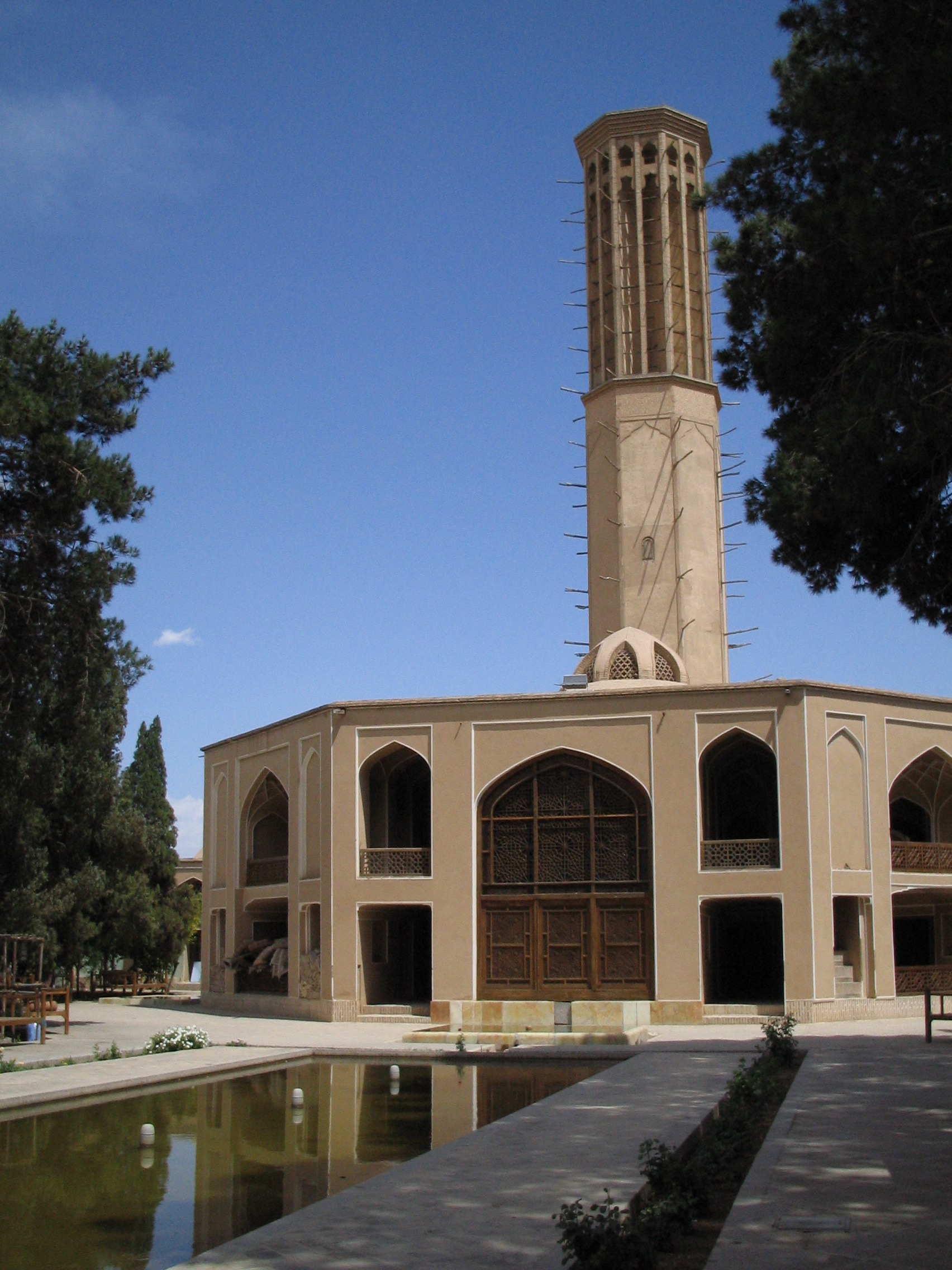
La torre del vento di "Dowlat-abad" a Yazd, esempio di architettura del deserto iraniano
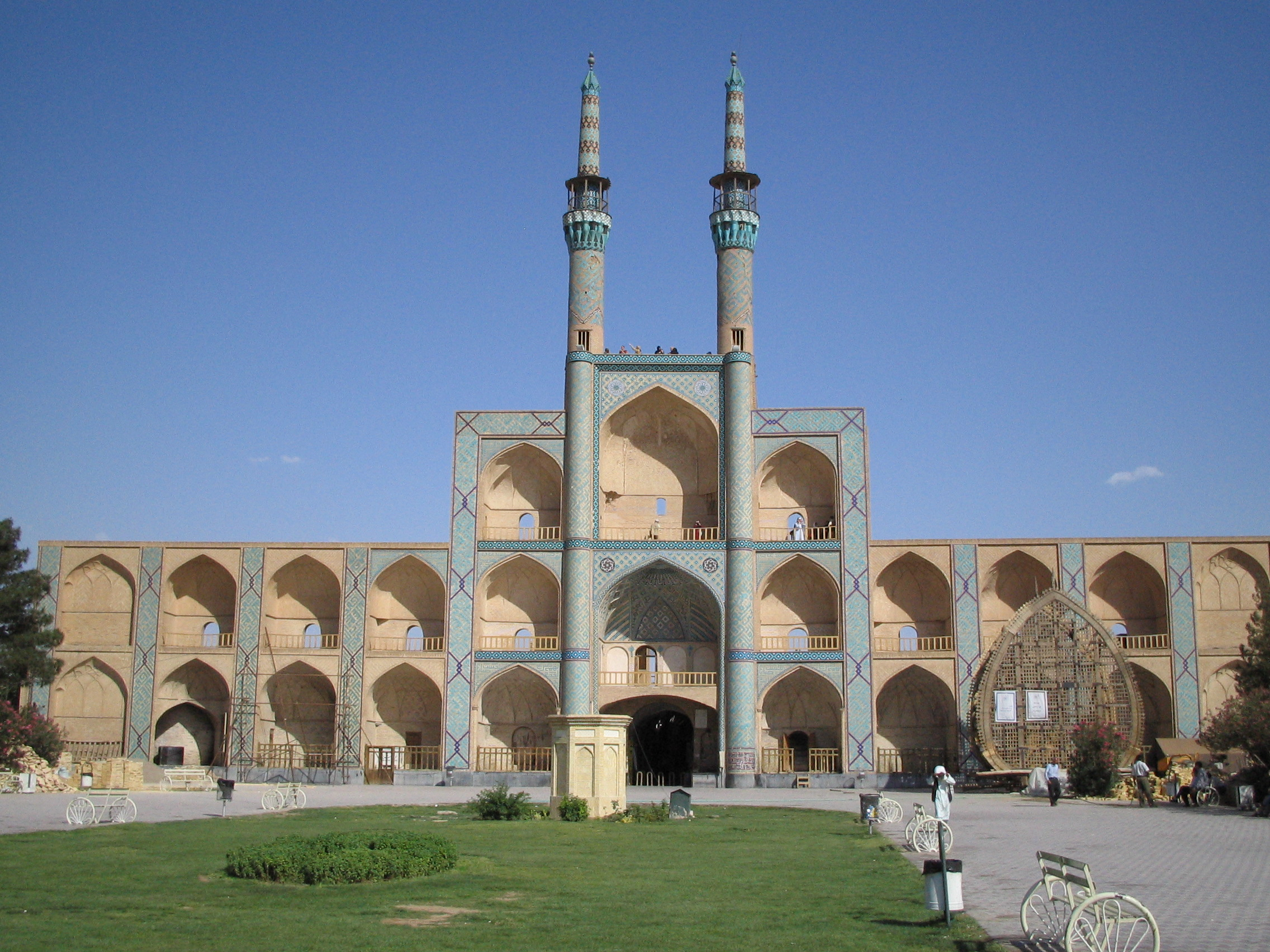
Il complesso Amir Chakhmaq
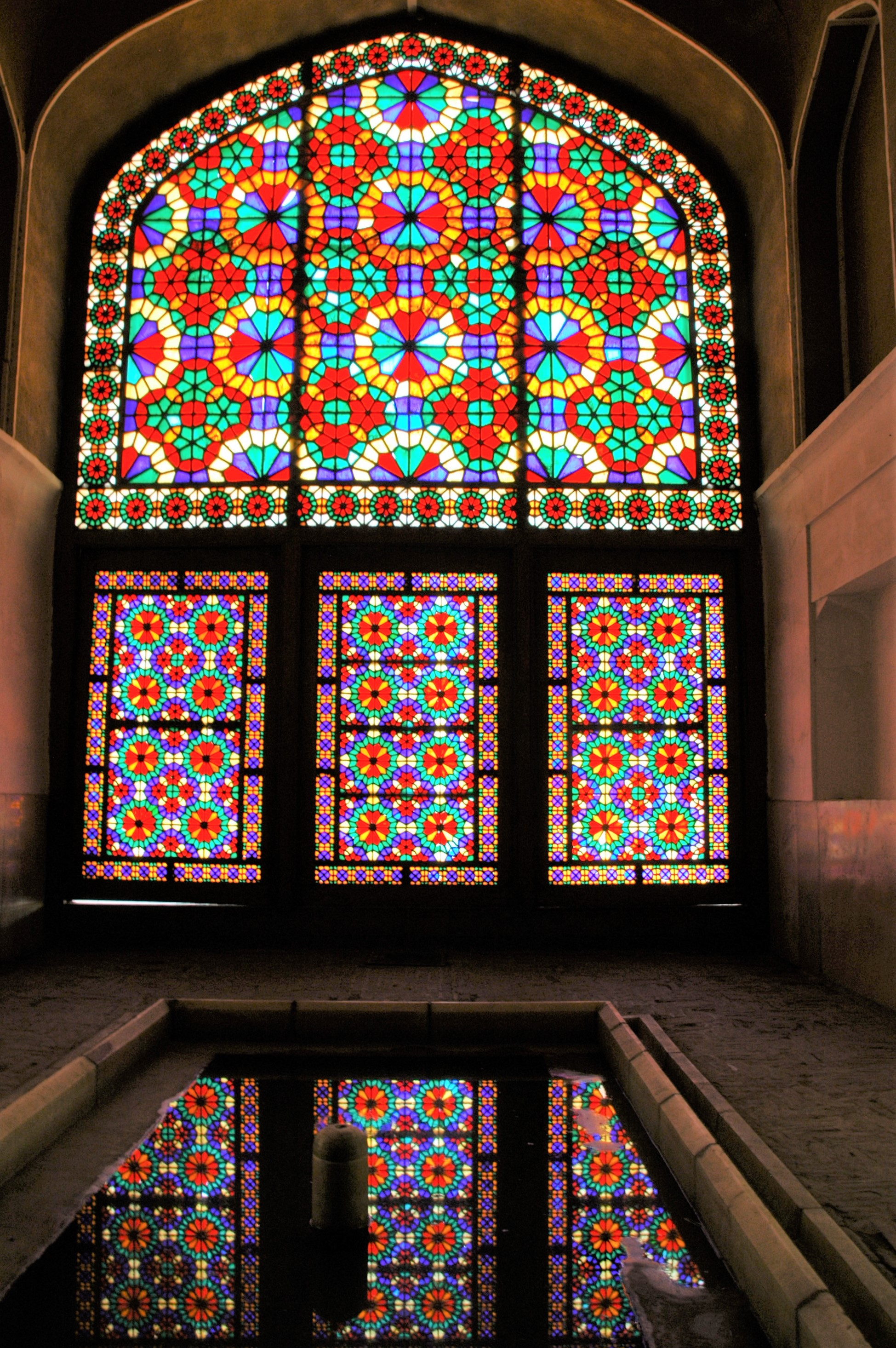
Una vetrata in un interno dei Giardini Dolat Abad
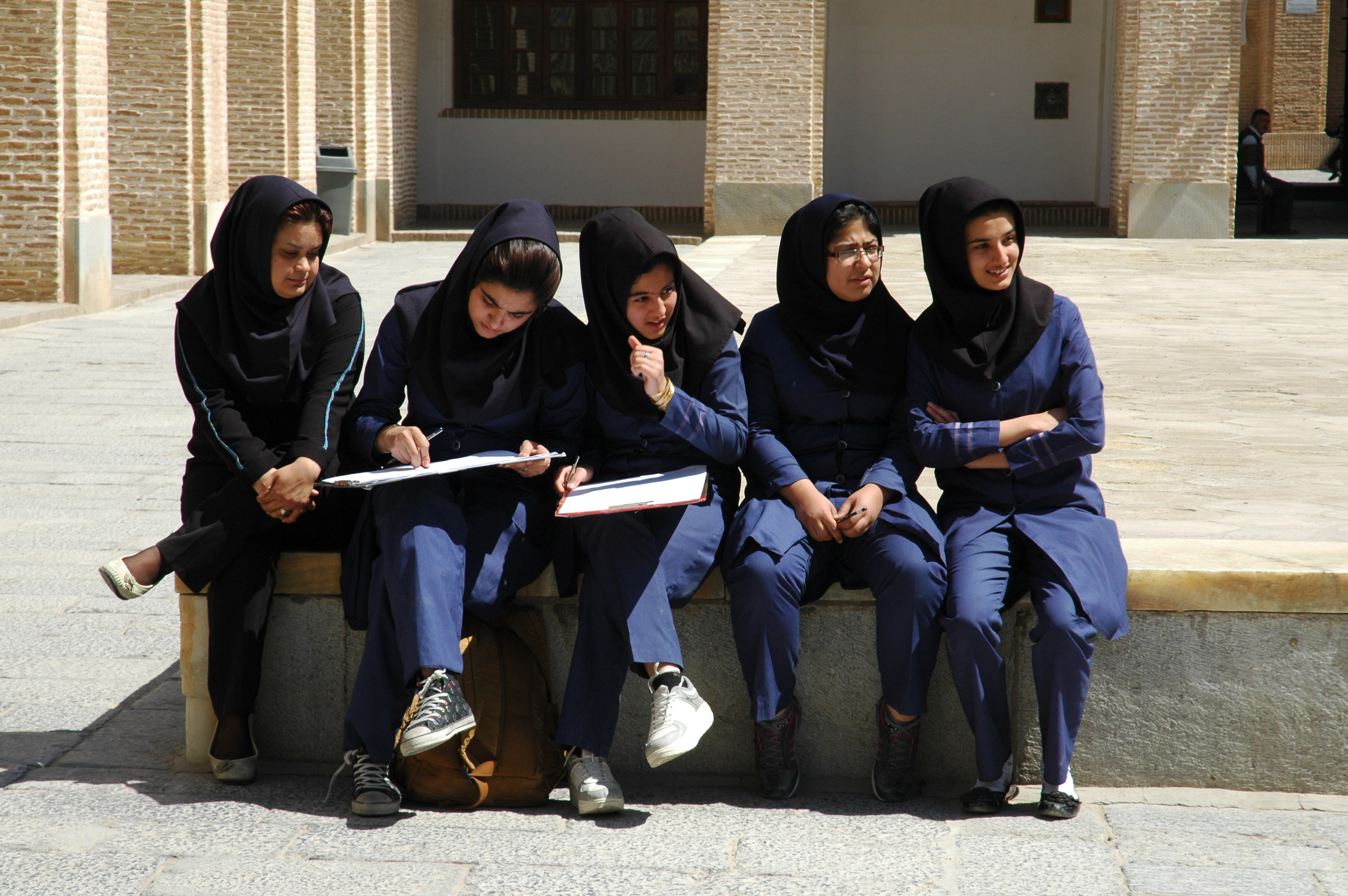
Studentesse alla Moschea di Jameh
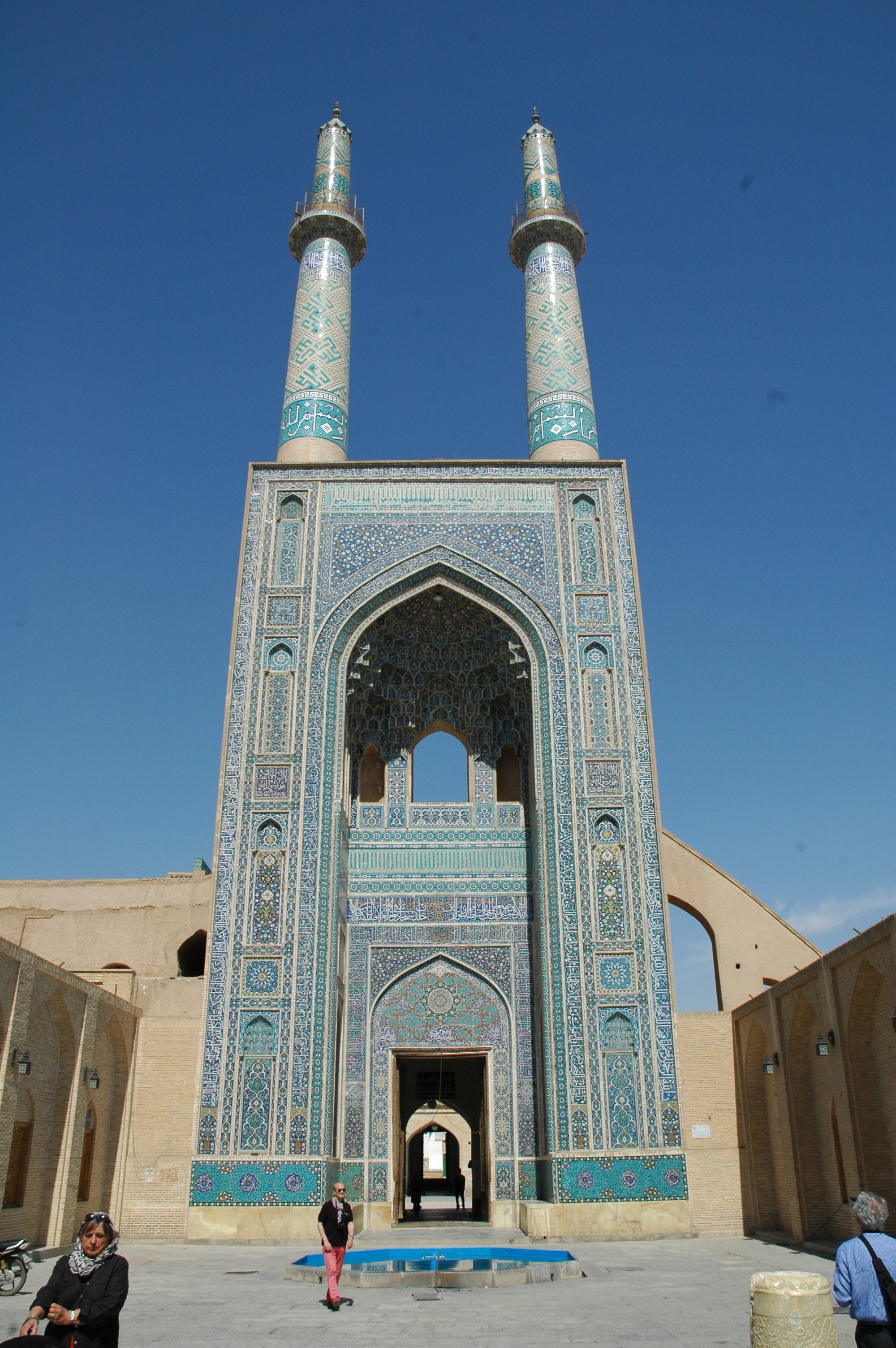
La Moschea di Jameh
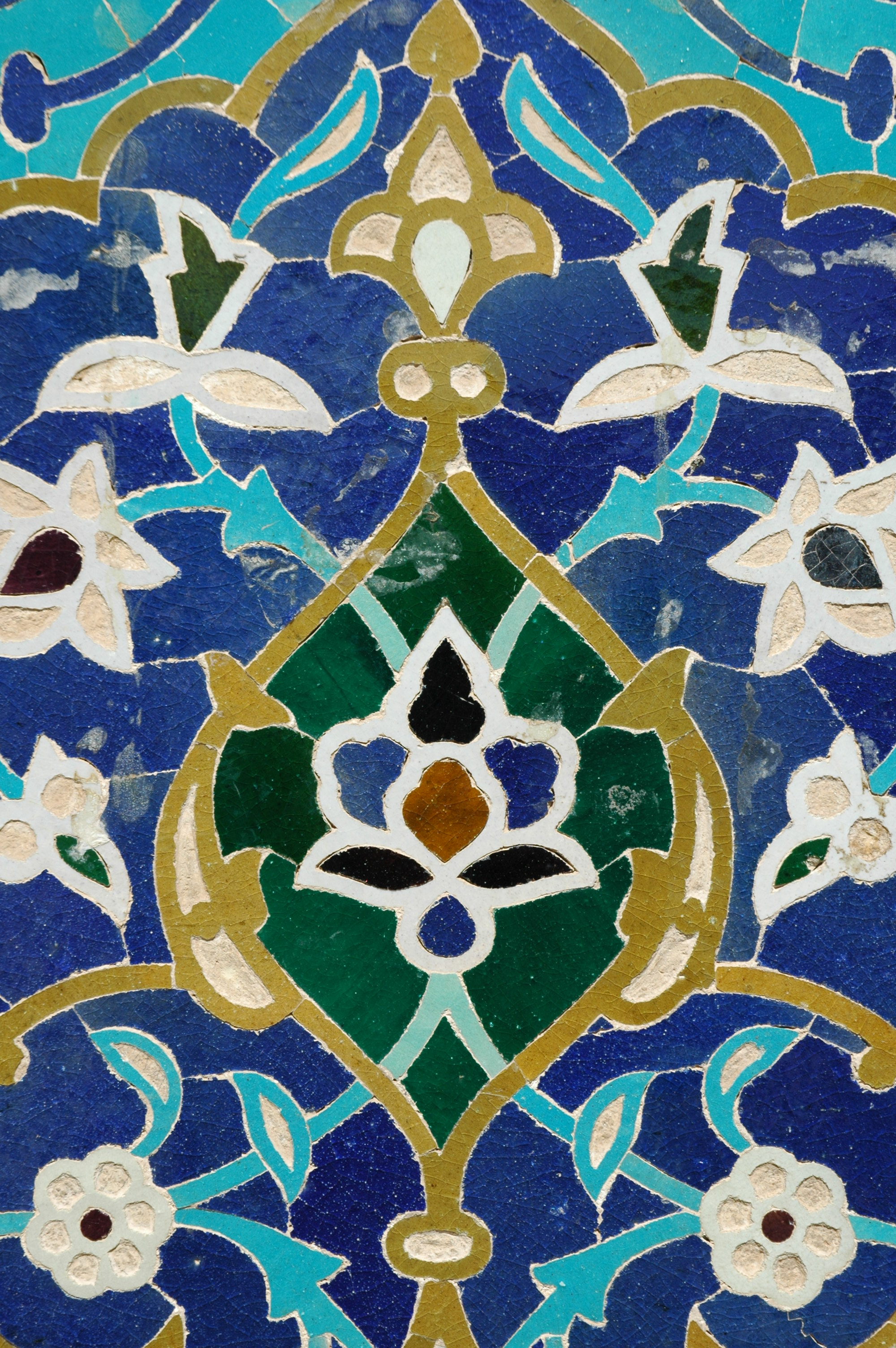
Decorazioni della Moschea di Jameh

- Moschea del venerdì
- Giardino Dolat Abad
- Complesso Amir Chakhmaq (moschea)
- Torri del silenzio zoroastriane
- Tempio del Fuoco
- Prigione di Alessandro
- Casa Arab-ha
- Casa Malek-altojjar
- Casa Lari-ha
- Moschea del Mullah Ismall
- Mausoleo di Sahl Ibn Ali
- Bazar del Khan
- Casa Rasoulian
- Mausoleo dello sceicco Ahmad Fahadan
- Mausoleo di Seyed Rokn-al din
- Mausoleo di Seyed Shams-al din
- Cisterna di Masoudi
- Casa Malak-al Tojjar
- Casa Mortaz
- Scuola Iran Shahr
- Cisterna di Hajj Yusef
- Moschea di Rig
- Moschea di Fort
- Moschea dello scià Tahmasb
- Bazar del Zargari
- Casa Mortazian
- Fortificazioni di Yazd
- Scuola Zia iah

## Società
La popolazione della città è costituita in stragrande maggioranza da musulmani sciiti duodecimani. L'identità islamica sciita è molto forte; Yazd è infatti considerata una città fortemente religiosa, tradizionalista e conservatrice. I principali eventi celebrati nelle strade delle città sono gli azadari, le processioni in onore dei martiri islamici, in particolare quello di Ashura. Vi è poi una comunità di zoroastriani; Yazd rappresenta insieme a Kerman uno dei principali centri dello zoroastrismo. Vi è poi una comunità ebraica, emigrata in gran parte nel XX secolo verso Israele e Tehran.
Nel 2006 la città aveva una popolazione di 423006 persone.

## Architettura e patrimonio

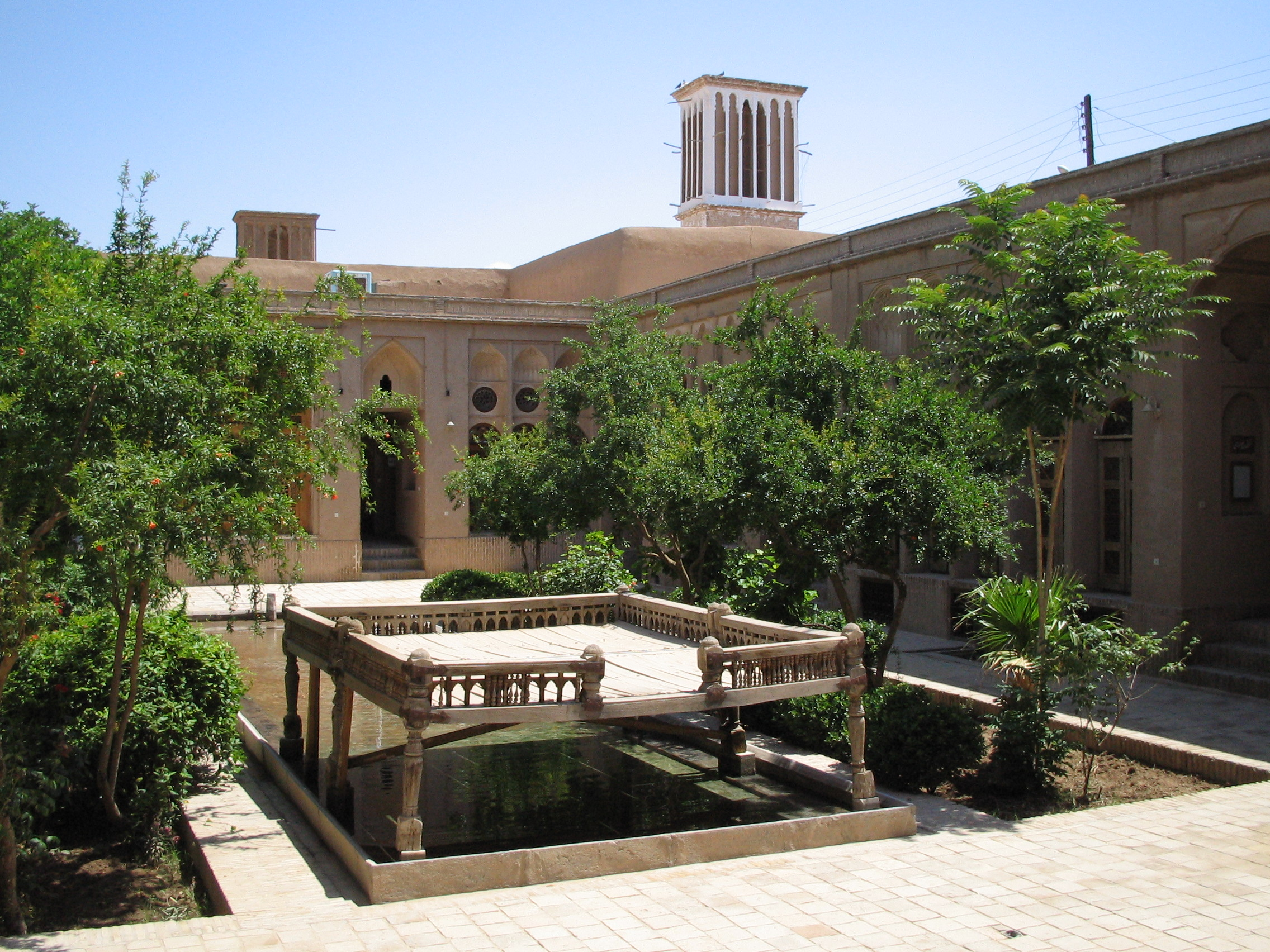
Yazd vanta alcuni degli esempi più raffinati dell'architettura tradizionale del deserto persiano

Yazd è una città di primaria importanza come centro dell'architettura persiana. A causa del clima secco, ha una delle più ampie reti di qanat nel mondo e i costruttori di qanat di Yazd sono considerati i più abili dell'Iran. Per affrontare le estati torride, molti edifici antichi sono dotati di magnifiche torri del vento e di vasti ambienti sotterranei. La città ospita anche importanti esempi di yakhchal, di cui alcuni sono ancora usati come ghiacciaie per conservare il ghiaccio proveniente dalle vicine montagne. La città vecchia di Yazd è uno dei più grandi centri urbani costruito quasi interamente con adobe, un impasto di argilla, sabbia e paglia.
(Robert Byron)
Il patrimonio di Yazd come centro zoroastriano è anch'esso importante. C'è una torre del Silenzio nei dintorni e in città c'è un tempio del Fuoco, che conserva un fuoco che arde ininterrottamente dall'anno 470.

## Cultura

### Istruzione
L'Università di Yazd fu fondata nel 1988 e comprende una facoltà di architettura con specializzazione in arte e architettura tradizionali iraniane

### Musei
Nel 2000 è stato aperto il Museo dell'Acqua di Yazd.

## Economia
Sempre apprezzata per la qualità delle sue sete e dei suoi tappeti, Yazd è oggi un centro dell'industria tessile iraniana. È presente anche in industria delle ceramiche e dei materiali per l'edilizia, come anche l'industria dolciaria e l'oreficeria.
Una parte significativa della popolazione è impiegata nell'agricoltura, nell'allevamento, nella lavorazione dei metalli e nella produzione di macchinari. Alcune aziende operano nel ramo dell'informatica e nella produzione di componenti elettronici come cavi e connettori. Attualmente Yazd ospita il più grande produttore iraniano di fibre ottiche.
I pasticceri di Yazd sono famosi in tutto l'Iran e costituiscono anche un'attrattiva turistica. I laboratori (esperti o khalifehs) mantengono segrete le loro ricette e molti di loro sono rimasti attività familiari tramandate da molte generazioni. Baghlava, ghotab e pashmak sono i dolci più richiesti.

## Amministrazione

### Gemellaggi
Yazd è gemellata con le seguenti città:
- Jászberény
- Giacarta

## Galleria d'immagini

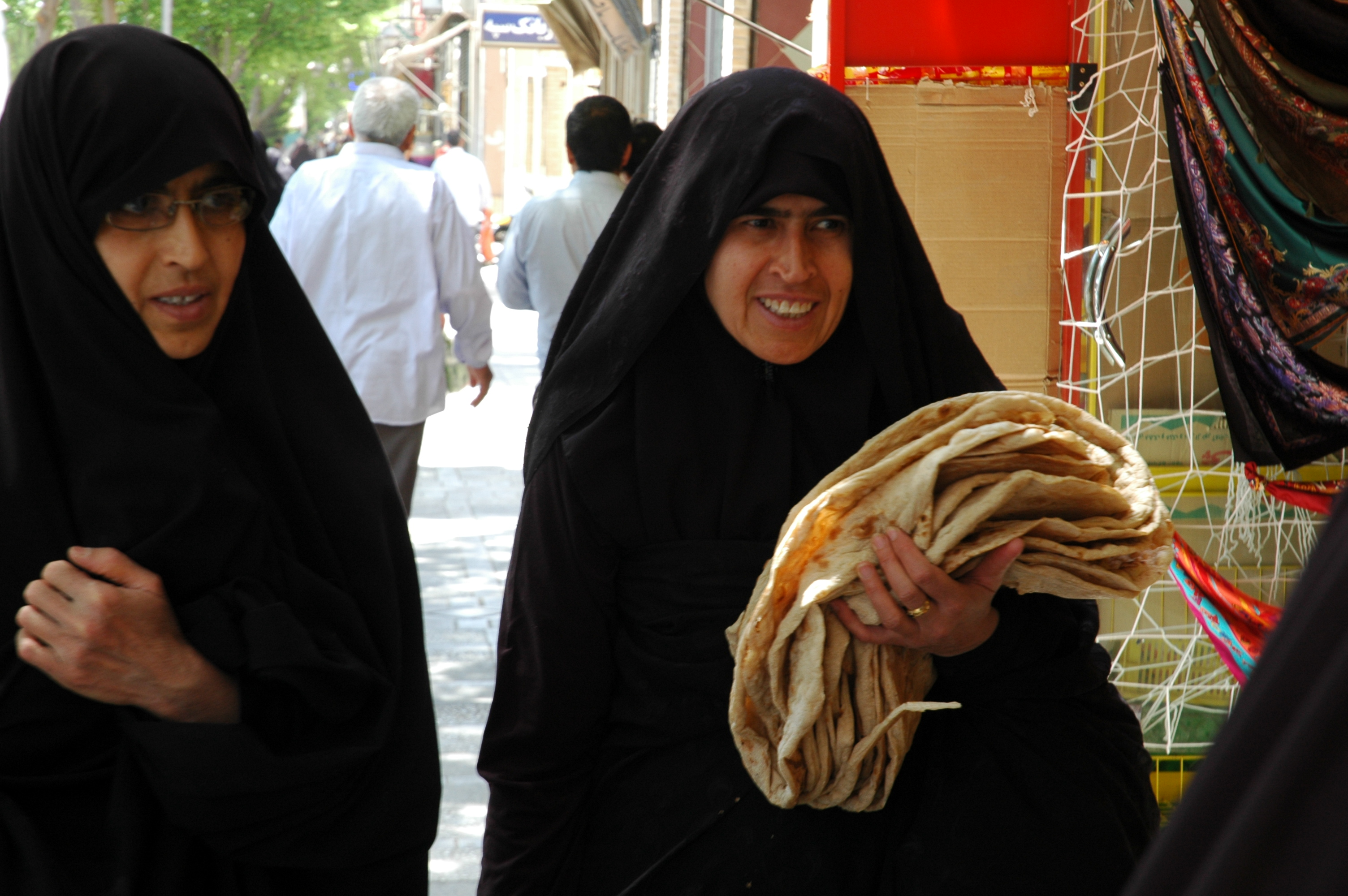
Donne a Yazd
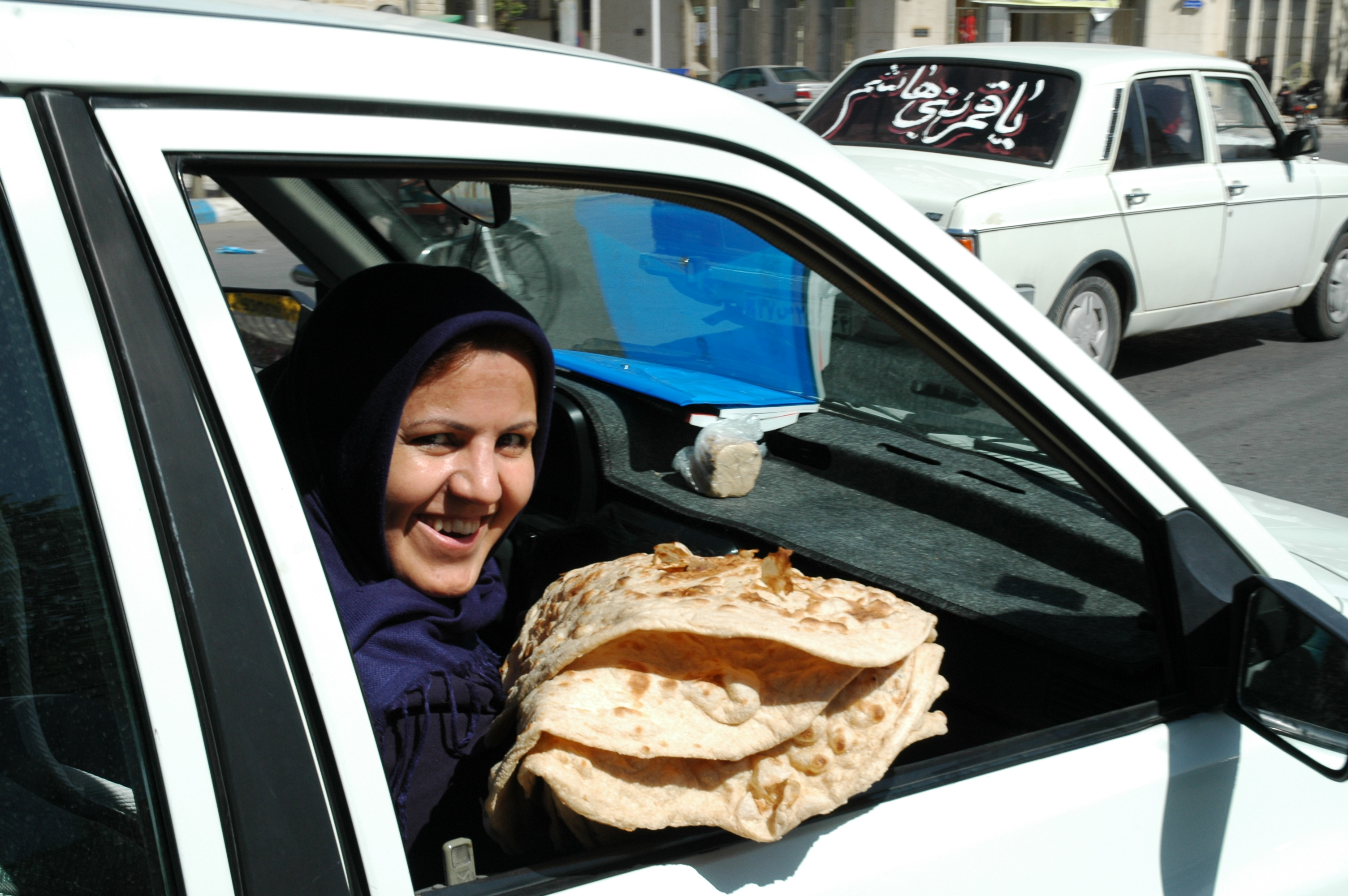
Donna a Yazd